# Communauté de communes Médullienne
La communauté de communes Médullienne est un établissement public de coopération intercommunale (EPCI) français, situé dans le département de la Gironde, en région Nouvelle-Aquitaine, dans les Landes du Médoc.

## Historique
La communauté de communes Médullienne a été créée par arrêté préfectoral en date du 4 novembre 2002.

## Territoire communautaire

### Géographie
Située à l'ouest  du département de la Gironde, la communauté de communes Médullienne regroupe 10 communes et présente une superficie de 636,3 km2.

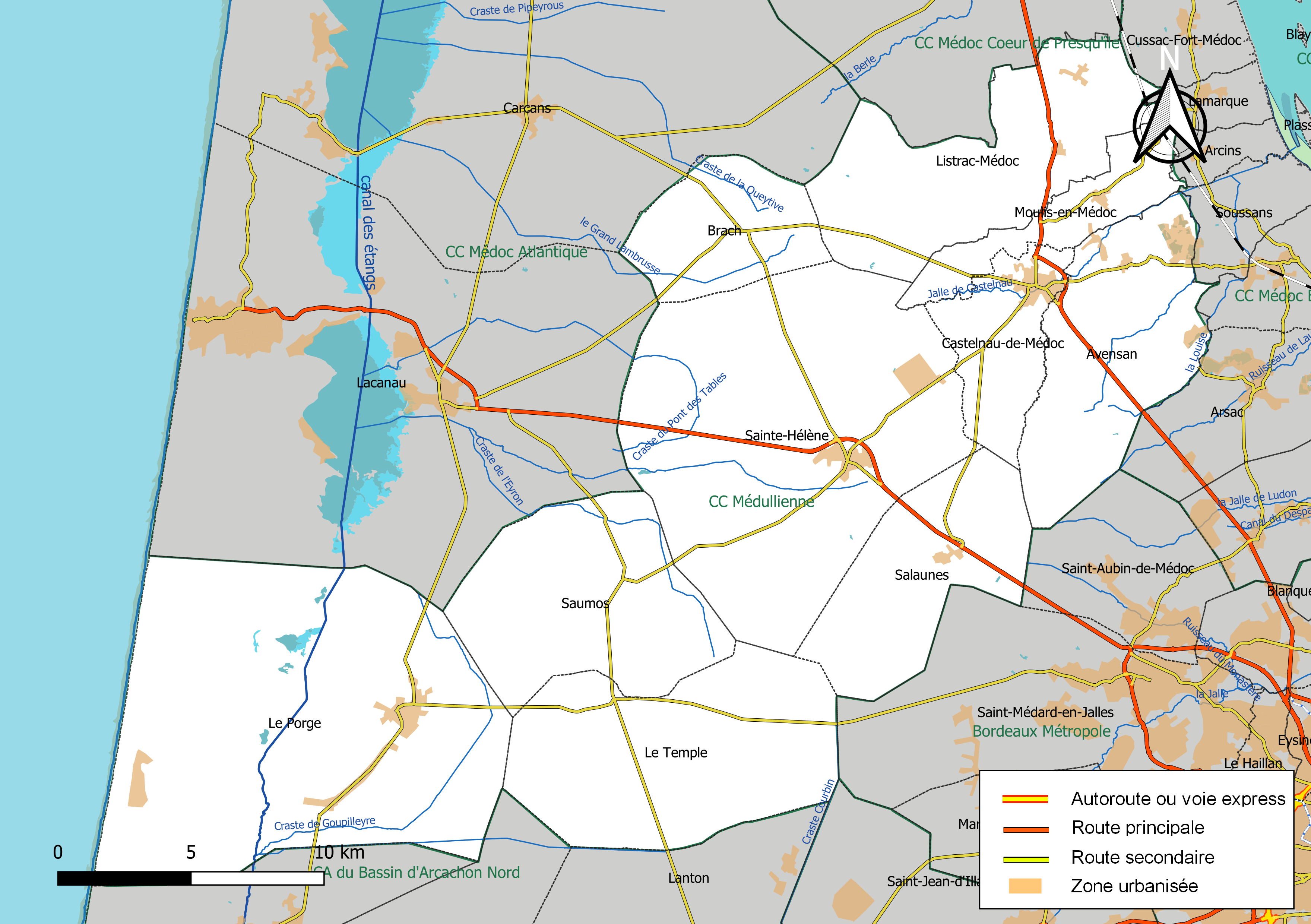
Carte de la communauté de communes Médullienne au 1er janvier 2019.

### Composition
La communauté de communes est composée des 10 communes suivantes :

| Nom                        | Code Insee | Gentilé           | Superficie (km2) | Population (dernière pop. légale) | Densité (hab./km2) |
| -------------------------- | ---------- | ----------------- | ---------------- | --------------------------------- | ------------------ |
| Castelnau-de-Médoc (siège) | 33104      | Castelnaudais     | 23,92            | 4 850 (2022)                      | 203                |
| Avensan                    | 33022      | Avensannais       | 52,24            | 3 108 (2022)                      | 59                 |
| Brach                      | 33070      | Brachois          | 28,61            | 881 (2022)                        | 31                 |
| Listrac-Médoc              | 33248      | Listracais        | 61,9             | 2 801 (2022)                      | 45                 |
| Moulis-en-Médoc            | 33297      | Moulissois        | 20,56            | 1 917 (2022)                      | 93                 |
| Le Porge                   | 33333      | Porgeais          | 149,03           | 3 418 (2022)                      | 23                 |
| Sainte-Hélène              | 33417      | Saint-Hélénésiens | 127,87           | 3 068 (2022)                      | 24                 |
| Salaunes                   | 33494      | Salaunais         | 42,64            | 1 244 (2022)                      | 29                 |
| Saumos                     | 33503      | Saumossois        | 57,65            | 549 (2022)                        | 9,5                |
| Le Temple                  | 33528      | Templiers         | 71,83            | 648 (2022)                        | 9                  |

### Démographie
| 1968  | 1975  | 1982   | 1990   | 1999   | 2006   | 2011   | 2016   | 2022   |
| ----- | ----- | ------ | ------ | ------ | ------ | ------ | ------ | ------ |
| 8 185 | 8 957 | 10 981 | 11 904 | 13 064 | 15 967 | 18 166 | 20 634 | 22 484 |

## Administration
L'administration de l'intercommunalité repose, à compter du renouvellement général des conseils municipaux de mars 2014, sur 33 délégués titulaires, à raison de deux délégués par commune membre, sauf Castelnau-de-Médoc qui en dispose de six, Avensan, Listrac-Médoc, Le Porge et Sainte-Hélène de quatre chacune et Moulis-en-Médoc de trois.
| Période                                  | Période        | Identité          | Étiquette | Qualité |
| ---------------------------------------- | -------------- | ----------------- | --------- | --- |
| 2003                                     | septembre 2013 | Yves Lecaudey     | PS        | Ancien maire de Sainte-Hélène (1977-2011), conseiller municipal de Sainte-Hélène (2011-), ancien conseiller général (1998-2011) |
| septembre 2013                           | En cours       | Christian Lagarde | DVG       | Maire de Moulis-en-Médoc (2001-)                                                                                                |
| Les données manquantes sont à compléter. |                |                   |           | |

Le président est assisté de neuf vice-présidents :
- 1re vice-présidente : Aurélie Teixera, maire de Listrac-Médoc, chargée de l'aménagement de l'espace, de l'urbanisme règlementaire,
- 2e vice-président : Didier Phoenix, maire de Brach, chargé des équipements sportifs et du développement économique,
- 3e vice-président : Sophie Brana, maire du Porge, chargée du tourisme, du développement durable et de la préservation de la biodiversité,
- 4e vice-président : Lionel Montillaud, maire de Sainte-Hélène, chargé de la fiscalité, des finances, des ressources humaines, de la mutualisation et de l'évaluation des transferts de charges,
- 5e vice-président : Eric Arrigoni, Maire de Castelnau-de-Médoc, chargé de la gestion et de la valorisation des déchets.
- 6e vice-présidente : Karine Nouette-Gaulain, maire du Temple, chargée de l'enfance, la petite-enfance, la jeunesse, la parentalité et l'animation du réseau de lecture publique,
- 7e vice-président : Didier Chautard, maire de Saumos, chargé du SPANC, de la GEMAPI, et de la préparation à la reprise de la compétence eau et assainissement,
- 8e vice-président : Patrick Baudin, maire d'Avensan, chargé de la communication et du patrimoine communautaire,
- 9e vice-président : Jérôme Pardes, maire de Salaunes, chargé du logement,  des transports et des gens du voyage.